# Бетлак
Бетла́к (фр. Bettlach) — коммуна на северо-востоке Франции в регионе Гранд-Эст (бывший Эльзас — Шампань — Арденны — Лотарингия), департамент Верхний Рейн, округ Альткирш, кантон Альткирш.
Площадь коммуны — 4,09 км², население — 321 человек (2006) с тенденцией к стабилизации: 320 человек (2012), плотность населения — 78,3 чел/км².

## Население
Численность населения коммуны в 2011 году составляла 325 человек, а в 2012 году — 320 человек.
| 1962 | 1968 | 1975 | 1982 | 1990 | 1999 | 2006 | 2008 | 2011 | 2012 |
| ---- | ---- | ---- | ---- | ---- | ---- | ---- | ---- | ---- | ---- |
| 210  | 194  | 223  | 233  | 247  | 288  | 321  | 331  | 325  | 320  |

Динамика населения:

## Экономика
В 2010 году из 221 человек трудоспособного возраста (от 15 до 64 лет) 174 были экономически активными, 47 — неактивными (показатель активности 78,7 %, в 1999 году — 68,8 %). Из 174 активных трудоспособных жителей работали 161 человек (88 мужчин и 73 женщины), 13 числились безработными (6 мужчин и 7 женщин). Среди 47 трудоспособных неактивных граждан 13 были учениками либо студентами, 16 — пенсионерами, а ещё 18 — были неактивны в силу других причин.
На протяжении 2011 года в коммуне числилось 126 облагаемых налогом домохозяйств, в которых проживало 325 человек. При этом медиана доходов составила 31605 евро на одного налогоплательщика.